# Baščeluci
Baščeluci (en serbe cyrillique : Башчелуци) est un village de Serbie situé sur le territoire de la Ville de Loznica, district de Mačva. Au recensement de 2011, il comptait 862 habitants.

## Démographie

### Évolution historique de la population
| 1948 | 1953 | 1961 | 1971 | 1981 | 1991 | 2002 | 2011 |
| ---- | ---- | ---- | ---- | ---- | ---- | ---- | ---- |
| 427  | 469  | 514  | 649  | 751  | 955  | 980  | 862  |

|  |